# 富山市民プラザ
富山市民プラザ（とやましみんプラザ、Toyama Shimin Plaza）は、富山県富山市大手町（大手モール）にある複合施設である。公共機関、民間の商業施設が入居し、富山市中心市街地の活力を高め、賑わいを取り戻すための都市空間の構築を目的とし建設された。コンセプトを「生活価値創造」としている。
なお、同地はかつて富山城の富田下総屋敷であった場所である。

## 概要
富山市中心部の大手町にあった富山市民病院移転跡地に、市制100周年事業の一環として槇文彦の設計により1989年（平成元年）12月16日に完成し、12月17日に開館した建物で、音楽用ホール（アンサンブルホール）、富山外国語専門学校や富山市民学習センター、レンタルギャラリースペース、マルチスタジオ、多目的ホールなどの生涯学習、文化・美術施設、またスポーツクラブ、各種商業施設など公共・民間の施設が入居している。
また、SCRAP主催の体験型ゲームイベントリアル脱出ゲーム全国ツアー富山公演の会場として富山県総合福祉会館とともに使用されている。

## 沿革
- 1986年（昭和61年）6月6日 - 富山市議会総務文教委員協議会に、市民プラザを旧富山市民病院跡に建設する構想を提示[7]。
- 1987年（昭和62年）
  - 3月18日 - 富山市民プラザに関する地元説明会が開催される[8]。
  - 7月7日 - 株式会社富山市民プラザが、創立総会を開催し発足する[9]。払込資本金は5億5千万円[9][10]。筆頭株主の富山市が7割4分、北陸銀行および北陸電力が5分、日本海ガス、富山地方鉄道、富山相互銀行（当時、現在の富山第一銀行）が2分7厘の割合で出資したほか、富山商工会議所、インテック、富山化学工業（当時、現在の富士フイルム富山化学）、日本医薬品工業（当時、現在の日医工）、北陸電気工事、武内プレス工業、広貫堂および日本海石油が出資した[9][10][11]。これにより、市民学習センター（旧富山市民病院）は同年11月から解体されることになった[12]。
- 1988年（昭和63年）
  - 1月8日 - 富山市大手町にて富山市民プラザが着工する[13]。同所はもと富山市民病院の跡地であった[14]。
  - 7月12日 - 入居事業者の公募を開始する[15]。
- 1989年（平成元年）
  - 12月16日 - 富山市民プラザの建物が竣工する[6]。
  - 12月17日 - 富山市民プラザが開業する[10]。地下2階、地上4階（一部7階）、延床面積は2万2千7百平米で、総工費は88億5千万円[10]。設計は槇文彦の手に係る[16][17]。
- 1993年（平成5年）8月25日 - 富山市民プラザがその愛称を「アーティル」とする旨を決定する[18]。これは「アート・イン・ライフ（生活中の芸術）」の意よりとられた造語で、市内在住の主婦の応募による命名であった[18]。
- 1994年（平成6年）3月18日 - 富山市民プラザが公共建築協会により第4回公共建築賞を受賞[19]。
- 1997年（平成9年）5月25日 - スウェーデン王国国王カール16世グスタフ及び同国国王妃シルヴィアが、富山市民プラザ内にて行われていた「スウェーデン現代工芸展」を叡覧する[20]。
- 2001年（平成13年）12月13日 - 富山市民プラザ内にアジア雑貨店、東洋料理店及び花屋が入居する[21]。
- 2010年（平成22年）8月20日 - 初めて同日より同月22日まで富山市民プラザにおいて富山こすぷれフェスタを開催する[22]。
- 2019年（平成31年）4月1日 - タウンマネージメント機関（TMO）の株式会社まちづくりとやまを吸収合併し、まちづくりとやま事業部（現在のまちづくり事業部）を設立[23]。まちづくりとやまが運営していたコミュニティバス「まいどはや」（富山地方鉄道に委託運行）の運営を継承[24]。

## 主な施設
現在のテナントの詳細は、公式サイトのショップあるいはフロアガイドを参照。

### 地下2階
- 地下駐車場

### 地下1階
- ファインミュージックスクール（音楽教室）
- スタジオファイン（音楽演習所）
- 地下駐車場

### 地上1階
- グンゼスポーツ富山（会員制スポーツクラブ）
- 陶芸工房コネル（陶芸）
- グローブ・ココ（服・雑貨）
- チリングスタイル（服・雑貨）
- GALLERY Ai（服・雑貨）
- ナチュラルラボ(美容)
- パケ・ドゥ（花屋）
- アトリエモニ（服・雑貨）
- ベビー＆キッズ オヴィ(ファッション・雑貨)
- カフェ＆スペースまるーむ(カフェ＆フード)
- 総曲輪公民館

### 地上2階
- MAX21（按摩）
- ホームメイドクッキング富山教室（料理教室）
- シュラスコトヤマ(カフェ＆フード)
- アトリウム（内部公開空地）
- ふれんどる（多目的ホール）
- アートギャラリー（多目的ホール）

### 地上3階
- 勤労者福祉サービスセンター
- 市民学習センター
- マルチスタジオ（多目的ホール）
- AVスタジオ（貸会議室）

### 地上4階
- 市民学習センター
- アンサンブルホール（最大308席を有する音楽ホール）

### 地上5階より地上7階
- 富山外国語専門学校

### 以前あった施設
- トヤマグラスアートギャラリー

富山市所蔵の国内外作家の現代ガラスアート作品を展示していたが、2015年（平成27年）8月22日、富山市西町に開館した富山市ガラス美術館（TOYAMAキラリ内）に統合され廃止となった。

## 受賞歴
富山市民プラザは過去に以下の賞を受けている。
- 1990年（平成2年）
  - 5月 - 平成2年度市街地再開発等関係功労賞
  - 6月 - 平成2年度まちづくり功労賞
  - 12月 - 平成2年度中部建築賞
- 1991年（平成3年）7月25日 - 第32回建築業協会賞（BCS建築賞）[26]
- 1993年（平成5年）11月 - 第4回公共建築賞　北陸地区優秀賞
- 1994年（平成6年）5月 - 第4回公共建築賞（生活施設部門）

## 周辺の主な施設・店舗
太字は富山市民プラザが運営する施設。
- 大手モール
- 富山国際会議場
- ANAクラウンプラザホテル富山
- 富山城址公園（富山城、富山市郷土博物館、佐藤記念美術館）
- 総曲輪通り商店街
  - グランドプラザ[27][28]
  - ほとり座（管理施設）[29][30]
  - ユウタウン総曲輪
- 富山商工会議所

## 交通アクセス

### 鉄軌道
- 富山地方鉄道富山軌道線富山都心線（環状線）国際会議場前停留場または大手モール停留場[31]。

### 乗合自動車
- 富山地方鉄道バス城址公園前停留所または総曲輪停留所より徒歩3分[31]。

### 自家用車
- 富山市民プラザ地下駐車場（収容台数152台）[32]。
- グランドパーキング（収容台数630台）[32]。

## 関連施設
地場もん屋総本店
株式会社富山市民プラザ直営の富山市農林産物アンテナショップ。2010年10月22日に総曲輪通りに開店。